# Mersey Gateway Bridge
Die Mersey Gateway Bridge führt im Zuge der als Umgehungsstraße der Ortskerne von Widnes und Runcorn neu angelegten A533 über den River Mersey und den neben ihm verlaufenden Manchester Ship Canal.
Sie steht im Gebiet der englischen Unitary Authority Borough of Halton etwa 1,8 km östlich der Runcorn Gap genannten Engstelle des Flusses. Dort queren die Runcorn Railway Bridge und die Silver Jubilee Bridge den Fluss und den Kanal.

## Beschreibung
Die Mersey Gateway Bridge ist eine mautpflichtige Straßenbrücke nur für Kraftfahrzeuge. Sie soll den überörtlichen Verkehr aufnehmen, während die Silver Jubilee Bridge nach ihrer für 2020 geplanten Wiedereröffnung dem örtlichen Verkehr dient.
Sie hat in jeder Richtung drei Fahrspuren mit sehr schmalen Randstreifen und niedrigen Betonleitwänden, aber keinen Geh- oder Radweg. Auf den äußeren Leitwänden sind Windschutzzäune mit horizontalen, halbdurchsichtigen Latten angebracht, zwischen denen ein Blick auf die Landschaft möglich ist – bei Ebbe auf die weiten Schlickfelder des River Mersey, auf den großen Bogen der Silver Jubilee Bridge im Westen und die Kühltürme des teilweise stillgelegten Kohlekraftwerks Fiddlers Ferry Power Station im Osten.
Die insgesamt 2,25 km lange und ca. 30 m breite Brücke schließt im Norden an eine Hochstraße über einem Kreisverkehr und im Süden an ein Kreuzungsbauwerk mit einer weiterführenden Hochstraße an. Das gesamte Mersey Gateway-Projekt umfasste 9,2 km neu angelegte oder verbesserte Straßen, 12 neue Brücken und 7 Anschlussbauwerke.
Die Hauptbrücke ist eine 1022 m lange Schrägseilbrücke mit drei ungleich hohen, mittig in der Längsachse angeordneten Pylonstielen aus Stahlbeton. Der nördliche Turm ist 110 m hoch, der mittlere 80 m und der südliche 125 m. Die beiden Felder zwischen den Türmen sind 294 bzw. 318 m weit, die Seitenfelder messen 185 und 205 m. Zwischen den Türmen und dem Fahrbahnträger sind 146 Schrägseile im Fächersystem mittig in einer Seilebene angeordnet. Der Fahrbahnträger ist ein einzelliger Spannbeton-Hohlkasten mit trapezförmigen Querschnitt, einer gleichbleibenden Bauhöhe von 4,6 m und einer weit auskragenden Fahrbahnplatte. Im Bereich der Seilverankerungen ist er in seinem Inneren durch A-förmige Stahlstreben verstärkt.
Die nördliche, rund 700 m lange Rampenbrücke führt in einem langen Bogen zu der Schrägseilbrücke. Auch die südliche, rund 540 m lange Rampenbrücke ist im Grundriss gekrümmt. Sie bestehen aus vergleichbaren Spannbeton-Hohlkästen, die mit der Hauptbrücke einen Durchlaufträger bilden.

## Geschichte
Das Mersey Gateway Bridge Project wurde und wird im Rahmen eines komplexen Betreibermodells (BOT-Modell) durchgeführt, bei dem die Planung, der Bau, die Finanzierung und der Betrieb einschließlich Wartung und Unterhaltung über einen Zeitraum von 30 Jahren von einem privaten Konzessionsnehmer übernommen wird.
Zu diesem Zweck gründete der Rat des Borough of Halton 1994 die Mersey Gateway Crossings Board Ltd (MGCB), um das Mersey Gateway Bridge Project durchzuführen und zu beaufsichtigen und die Maut (auch bei der existierenden Silver Jubilee Brücke) zu erheben.
MGCB ließ sich von einem Technical and Contractual Advisor Team in allen technischen und vertraglichen Fragen beraten, dem Ramboll, CH2M Hill, IBI Group und Knight Architects angehörten.
2006 erteilte das zuständige Department for Transport die allgemeine Zustimmung zu dem Projekt. Nach dem auf die Wahl 2010 folgenden Regierungswechsel wurde es zunächst in Frage gestellt, im Oktober aber doch bestätigt.
Bevor man mit dem Bau beginnen konnte, musste in einem gesonderten Vertrag das Baugelände 13 Monate lang dekontaminiert werden.
Von 2011 bis 2013 fand ein mehrstufiges Auswahlverfahren statt, das mit der Bestellung des Merseylink consortium als Konzessionsnehmer endete. Das Merseylink consortium bestand aus Macquarie Capital, Bilfinger Project Investments und FCC Construcción.
Das Merseylink consortium seinerseits beauftragte das Merseylink Design Joint Venture bestehend aus COWI (das in architektonischen Fragen von Dissing+Weitling beraten wurde), FHECOR, AECOM und Eptisa sowie ein Baukonsortium, bestehend aus FCC Construcción, Samsung C&T Corporation und Kier Infrastructure and Overseas, mit dem Bau des Projekts. Mit der elektronischen Mauterhebung und -verwaltung ist emovis beauftragt.
2014 wurden die Verträge wirksam und die Bauarbeiten begannen.
Eine Baubehelfsbrücke wurde quer über den River Mersey gebaut, von der aus die Gründungs- und alle weiteren Arbeiten mit Material und Gerät versorgt wurden. Die drei Abschnitte der Schrägseilbrücke wurden im symmetrischen Freivorbau hergestellt. Die Hohlkästen der beiden Rampenbrücken wurden mit zwei 157 m langen und 8 m hohen Vorschubrüstungen betoniert, die trotz ihrer Länge deren Biegungen ausführen konnten. Die weit auskragende Fahrbahnplatte wurde dabei mit einem nachlaufenden, über die gesamte Fahrbahnbreite reichenden Gerüst an die Hohlkästen anbetoniert.
Im Oktober 2017 war die Brücke fertiggestellt und wurde dem Verkehr übergeben.
Die Eröffnung durch Königin Elisabeth II. fand am 14. Juni 2018 statt. Ihr beziehungsweise Charles III. geht der Gewinn aus dem Mersey-Gateway-Projekt zu. Die Fertigstellung des zu dieser Zeit größten Infrastrukturprojekts Großbritanniens wurde am selben Abend mit einem großen Feuerwerk gefeiert.
Im folgenden Jahr wurde sie von der IABSE – International Association for Bridge and Structural Engineering mit dem Outstanding Structure Award ausgezeichnet.